# Гниляне (община)
Вижте пояснителната страница за други значения на Гниляне.
Община Гниляне (на албански: Komuna e Gjilanit; на сръбски: Општина Гњилане или Opština Gnjilane) е разположена в източната част на Косово, в района на Косовското Поморавие. Административен център на общината е град Гниляне. Общината се състои от 42 селища. През 2008 година от част от територията на общината е образувана нова община Партеш във връзка с децентрализацията, осъществявана според директивата на ЮНМИК за „реформа на местното самоуправление и публична администрация в Косово“. Пак през 2008 във връзка с децентрализацията 10 села от община Гниляне преминават в границите на съседната община Ново бърдо.

## География

### Населени места
| - Билинце - Брасалце - Буковик - Буринце - Велекинце - Владово - Влащица - Врабчич - Върбица - Гадиш - Гниляне - Годен - Горни Ливоч - Горно Славковце | - Добърчане - Дунаво - Долно Славковце - Долни Ливоч - Жеговац - Жеговачка Върбица - Жегра - Инатовце - Кишно поле - Кметовце - Краварица - Липовица - Ловце - Малишево | - Мучибаба - Носале - Пидич - Подграде - Понеш - Прилепница - Слубица - Станчич - Стублина - Угляре - Церница - Челик - Шилово - Шурлане |